# Nghịch nhiệt

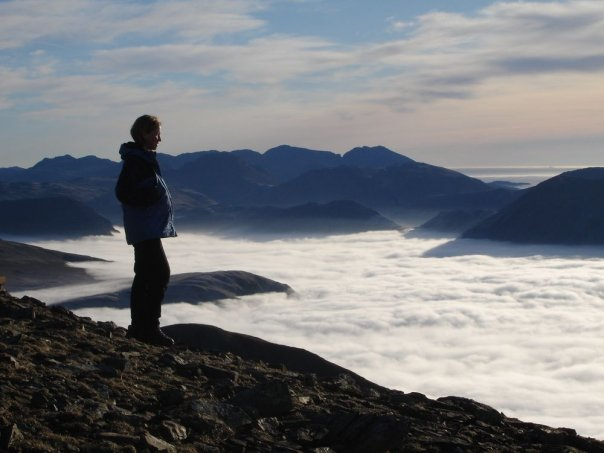
Hiện tượng nghịch nhiệt tại Lake District, Anh, hình thành mây ở độ cao thấp dưới bầu trời trong.

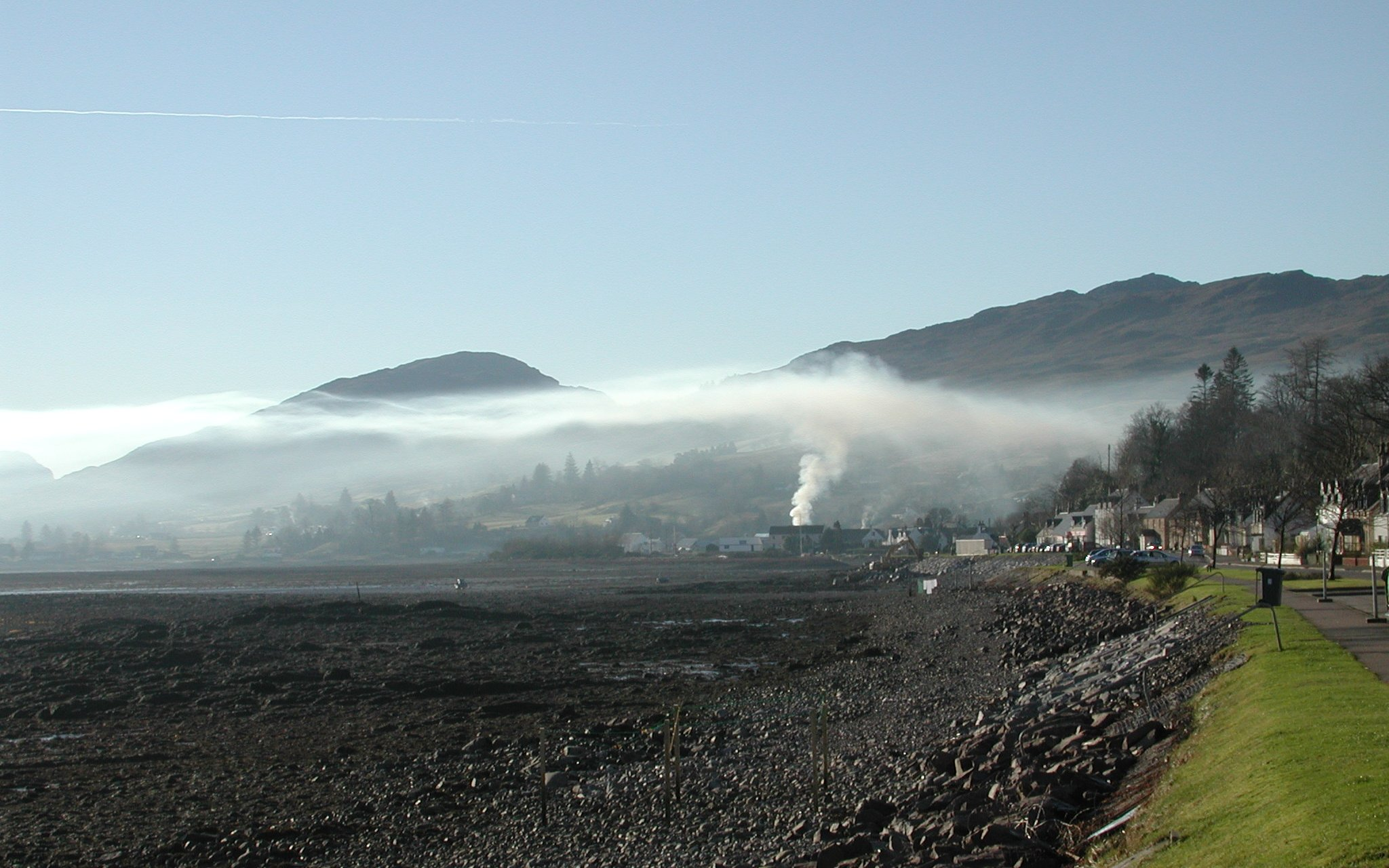
Khói bốc lên ở Lochcarron, Scotland, bị chặn lại bởi một lớp không khí nóng phía trên (2006).

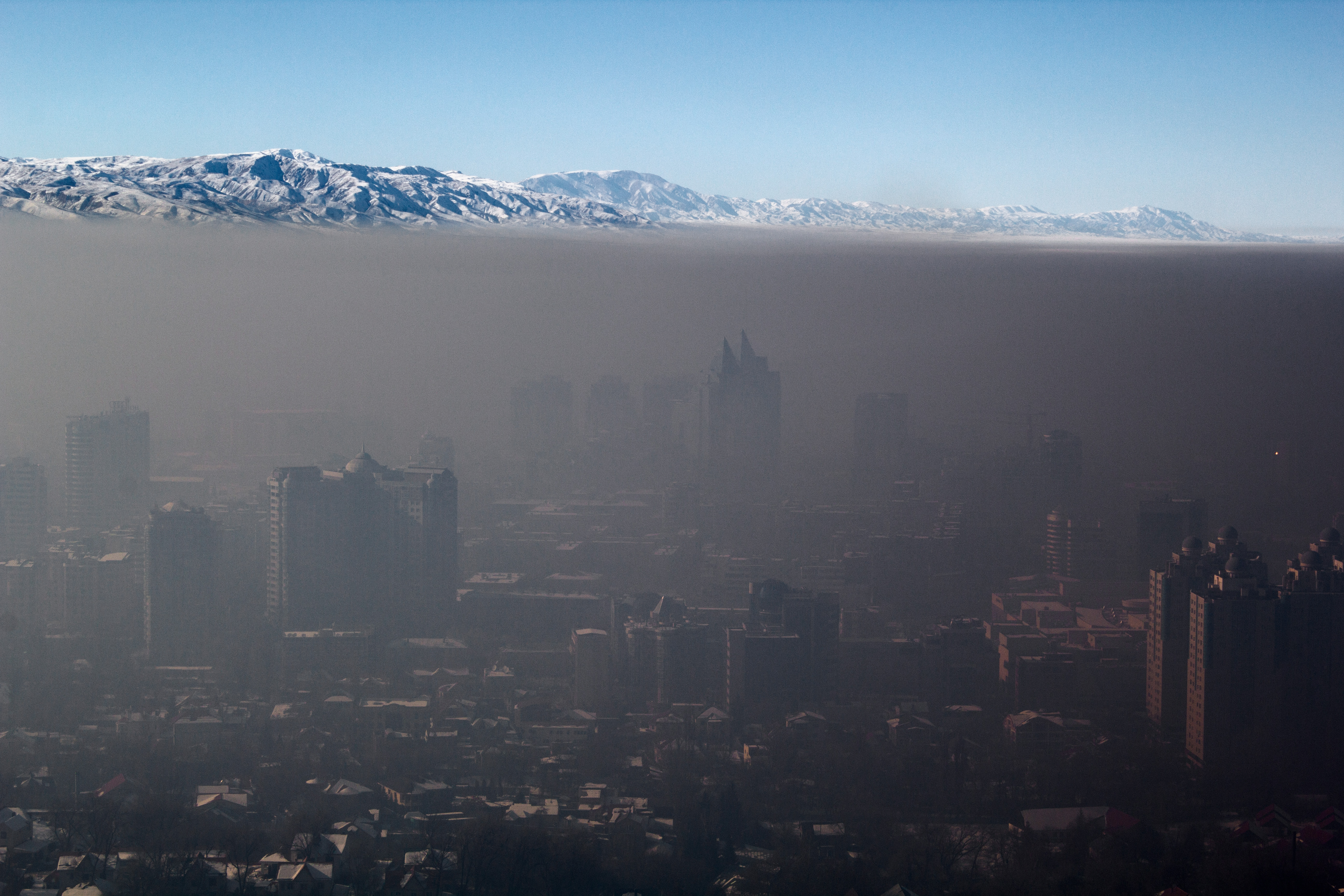
Sương khói bị kẹt tại thành phố Almaty, Kazakhstan trong một cơn nghịch nhiệt.

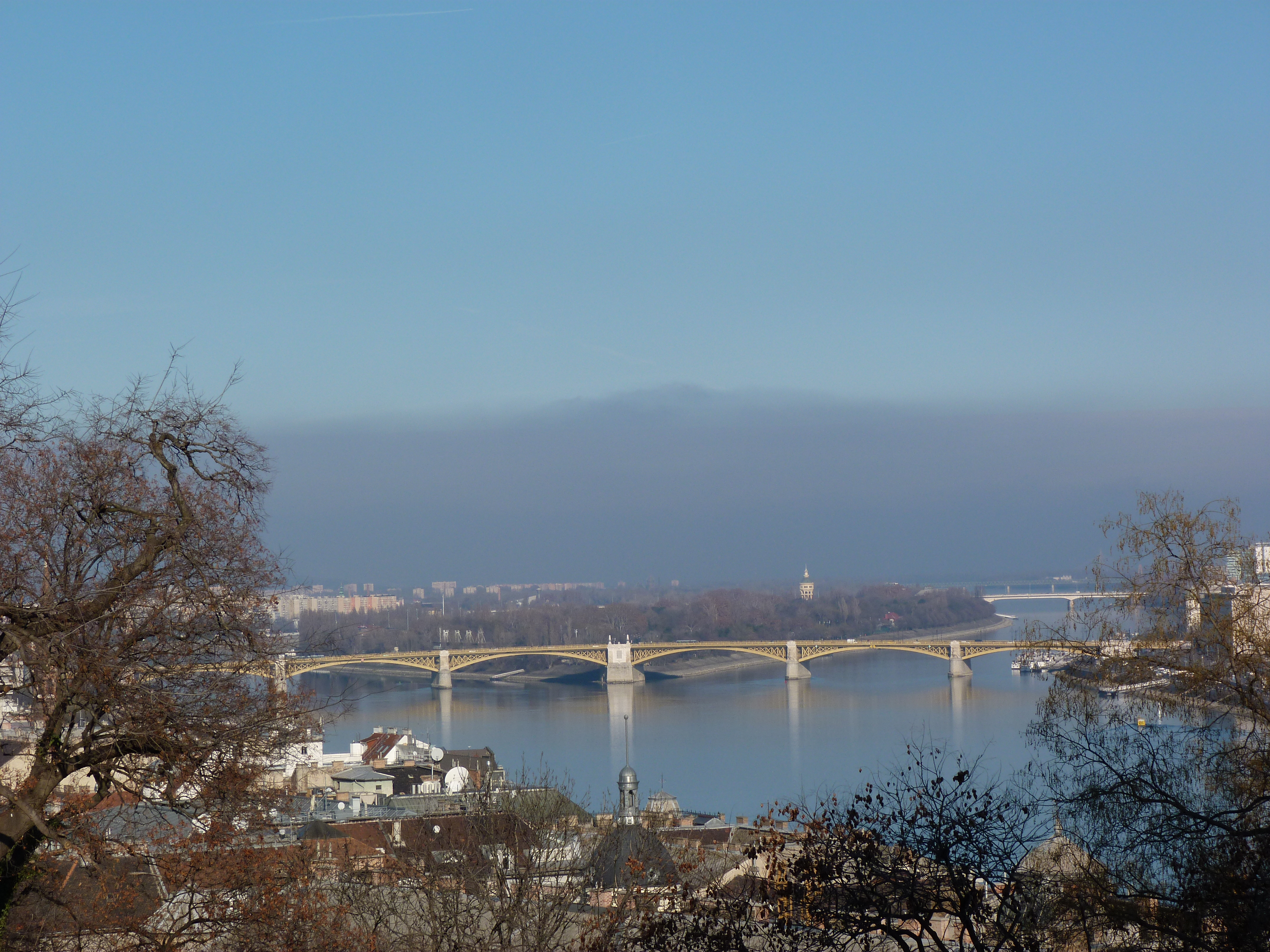
Một bức hình được chụp năm 2013 của Đảo Margaret (Hungary), cho thấy hiện tượng nghịch nhiệt tạo ra khói.

Trong khí tượng học, nghịch nhiệt là một hiện tượng sự biến đổi tính chất khí quyển theo độ cao bị thay đổi. Thông thường, nhiệt độ khí quyển giảm khi độ cao tăng. Trong nghịch nhiệt, không khí nóng được giữ ở trên không khí lạnh; mối liên hệ bình thường giữa nhiệt độ và độ cao bị đảo ngược.
Nghịch nhiệt dẫn đến tình trạng ô nhiễm không khí do nó giữ lại các thành phần như sương khói ở gần mặt đất. Một cơn nghịch nhiệt cũng có thể làm gián đoạn luồng đối lưu khí quyển như một cái "nắp". Nếu cái nắp này bị phá vỡ, sự đối lưu của hơi ẩm trong không khí có thể biến thành những cơn dông dữ dội. Nghịch nhiệt có thể gây nên băng mưa ở vùng có khí hậu lạnh.

## Điều kiện khí quyển bình thường
Thông thường, trong vùng khí quyển thấp (tầng đối lưu), không khí gần mặt đất nóng hơn không khí ở trên nó, chủ yếu vì không khí được làm nóng từ dưới lên khi mặt đất nhận bức xạ mặt trời, làm nóng lớp khí quyển ngay trên nó, ví dụ như bằng cột nhiệt. Nhiệt độ không khí cũng giảm khi lên cao vì không khí ở cao có áp suất thấp hơn, dẫn đến nhiệt độ thấp hơn, theo định luật khí lý tưởng và tỉ lệ giảm nhiệt đoạn nhiệt.

## Nguyên nhân

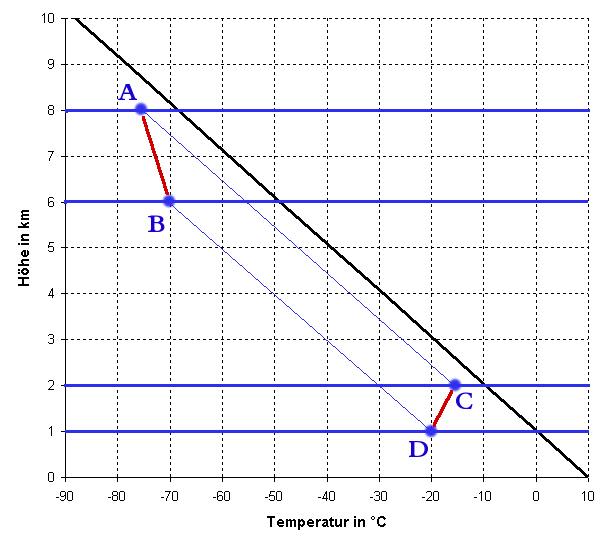
Độ cao (trục y) so với nhiệt độ (trục x) dưới điều kiện khí quyển thông thường (đường màu đen). Khi lớp không khí từ 6–8 km (A-B) hạ xuống đoạn nhiệt, kết quả là sự nghịch nhiệt được quan sát ở gần mặt đất tại 1–2 km (C-D).

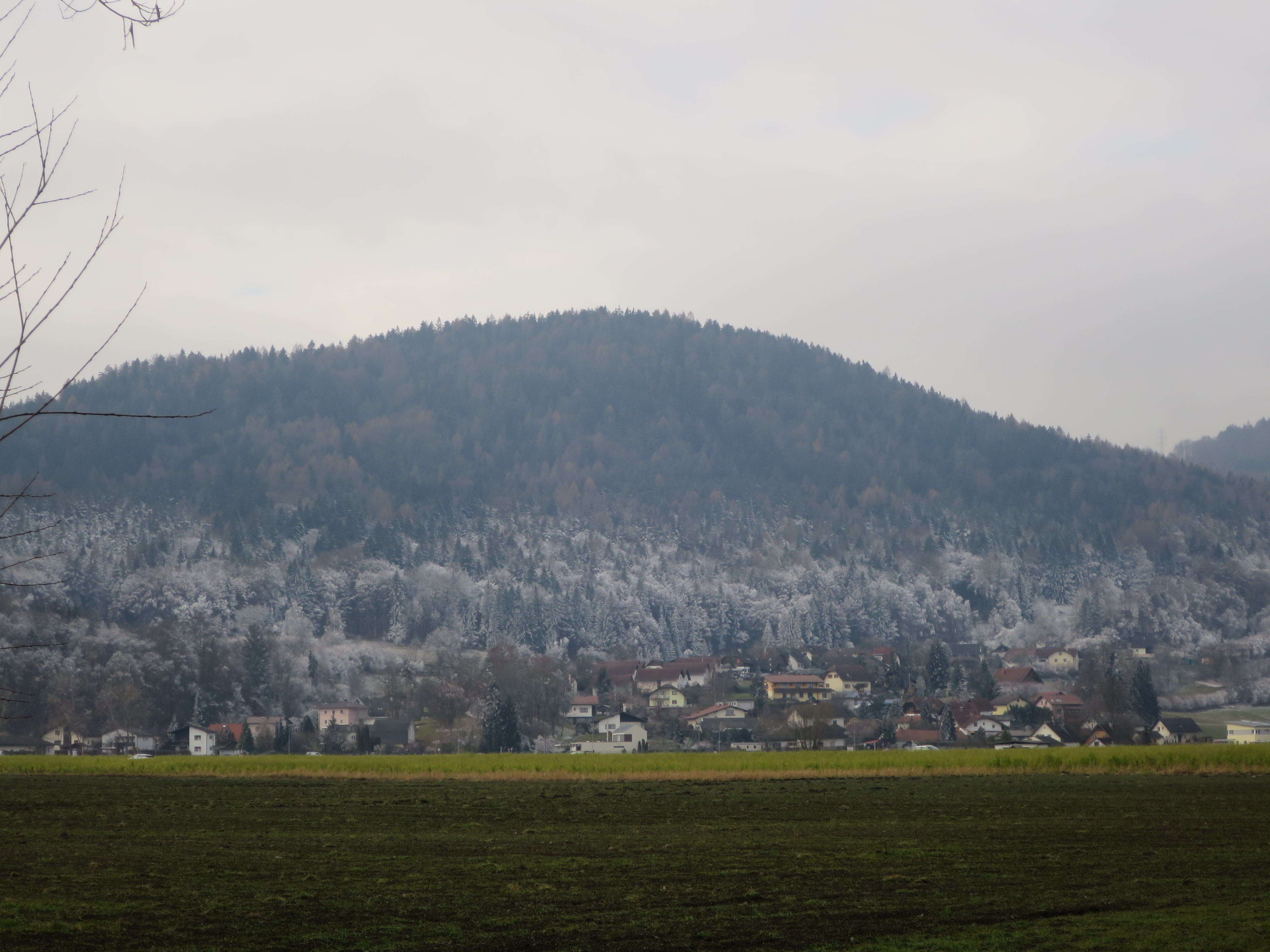
Klagenfurter Becken tháng 12 năm 2015: trên núi Goritschnigkogel có một dải sương muối bị đảo ngược do hiện tượng nghịch nhiệt.

Dưới những điều kiện nhất định, gradien nhiệt độ thẳng đứng thông thường bị đảo ngược, không khí ở gần mặt đất thì lạnh hơn. Điều này có thể xảy ra khi một khối khi nóng, nhẹ hơn đi lên trên một khối khí lạnh, nặng hơn. Dạng nghịch nhiệt này diễn ra gần frông nóng, cũng như trong các vùng nước trồi đại dương như dọc theo bờ biển California ở Mĩ. Khi lớp khí lạnh có đủ độ ẩm, thường xuất hiện sương mù ở nắp nghịch nhiệt. Nghịch nhiệt cũng có thể xảy ra khi bức xạ từ bề mặt trái đất vượt quá lượng bức xạ nhận được từ mặt trời, một hiện tượng thường xảy ra vào ban đêm hay giữa mùa đông khi góc chiếu của mặt trời rất thấp trên bầu trời. Hiện tượng này chỉ diễn ra trên đất liền bởi đại dương giữ lại nhiệt lâu hơn nhiều. Trong những vùng cực vào mùa đông, nghịch nhiệt hầu như chỉ xảy ra trên đất liền.

## Hậu quả

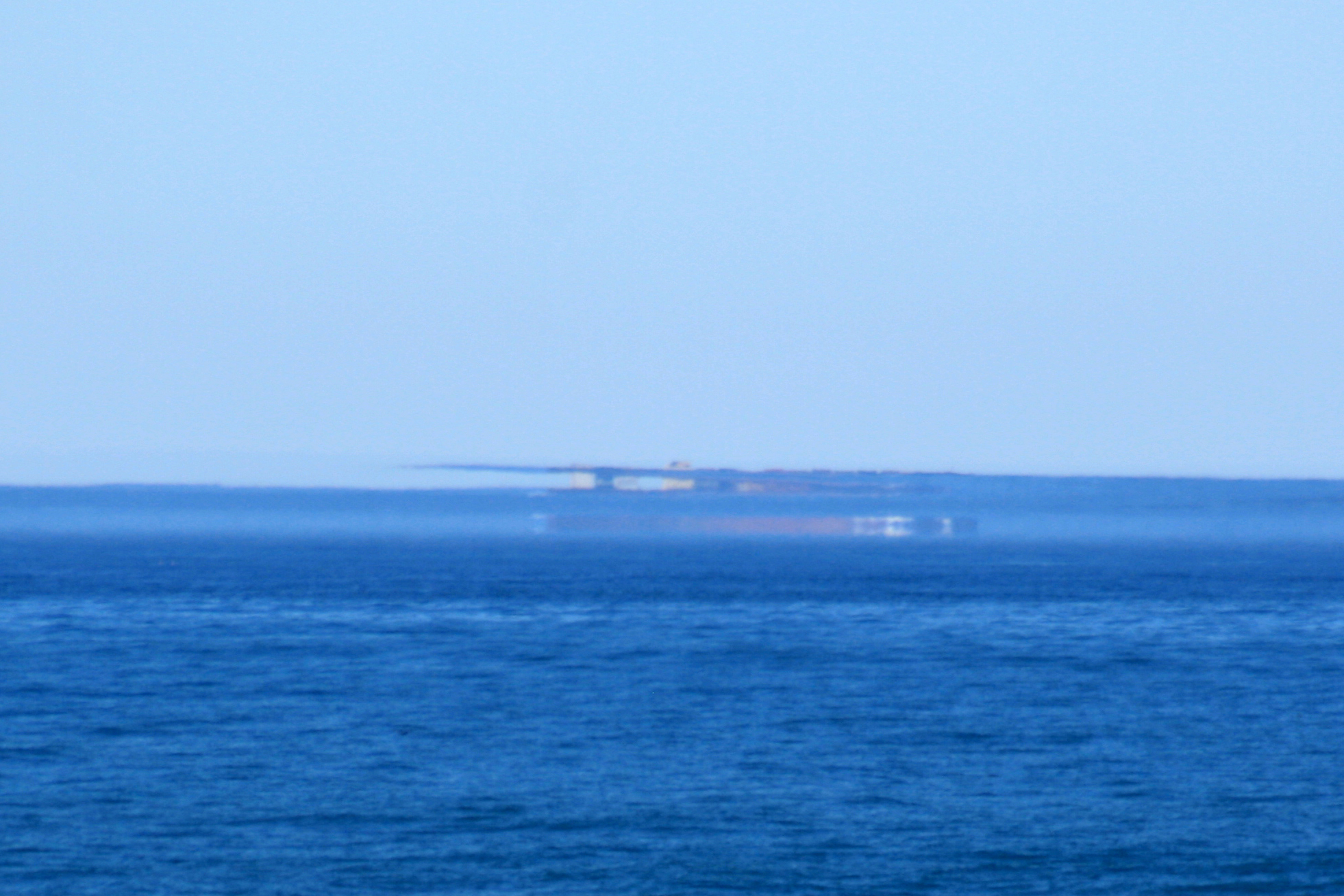
Ảo tượng Fata Morgana của một con thuyền do hiện tượng nghịch nhiệt (2008).

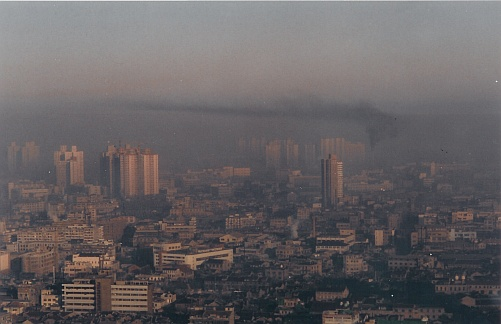
Khói mùa đông ở Thượng Hải, Trung Quốc, với một ranh giới rõ ràng giữa các lớp khí theo chiều dọc (1993).

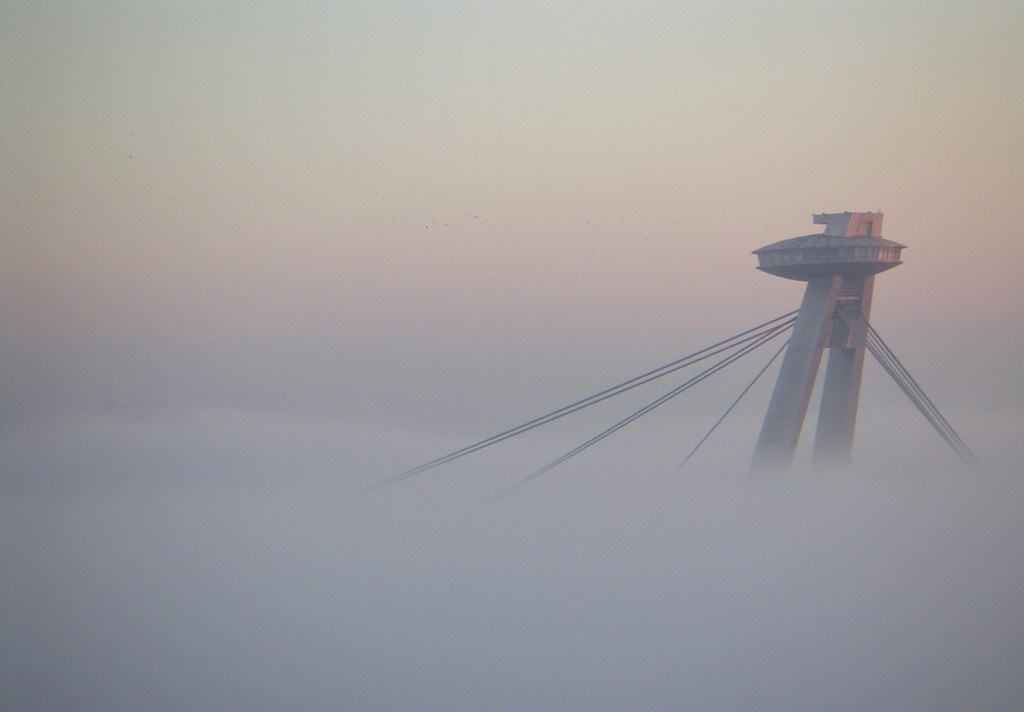
Nghịch nhiệt ở Bratislava, Slovakia, cho thấy đỉnh của Nový Most (2005).

Nghịch nhiệt ngăn chặn đối lưu khí quyển diễn ra và có thể dẫn đến không khí lặng gió và bẩn hơn do khói bụi và chất gây ô nhiễm không được nâng khỏi mặt đất. Điều này có thể trở thành vấn đề lớn trong các thành phố với nhiều chất gây ô nhiễm hiện diện trong không khí.
Trong một cơn nghịch nhiệt, chất gây ô nhiễm không khí bị giữ lại tạo thành một màn sương mờ, có thể dẫn đến bệnh đường hô hấp. Nhiều thành phố bị bao quanh bởi đồi núi, hoặc nằm trên những đồng bằng có những dãy núi xung quanh, khiến vấn đề càng trầm trọng. Những thành phố như Los Angeles, New Delhi, Santiago, Tehran, Thành phố México, Bắc Kinh đều phải chịu ảnh hưởng của ô nhiễm do nghịch nhiệt. Đám sương khói khổng lồ 1952 ở Luân Đôn, Anh là một ví dụ của hiện tượng nghịch nhiệt nghiêm trọng nhất, nhốt lại khói bụi từ việc đốt than và bị cho là đã giết 11.000 đến 12.000 người.
Khi nhiệt độ không khí tăng, chiết suất của không khí giảm do không khí nóng có mật độ nhỏ hơn. Thông thường điều này khiến vật thể ở xa bị co theo chiều dọc, một hiện tượng dễ quan sát lúc hoàng hôn, khi mà mặt trời trông như hình bầu dục. Trong một cơn nghịch nhiệt, điều này bị đảo ngược, vật thể ở xa bị dãn ra theo chiều dọc hoặc trông như ở trên đường chân trời, dẫn đến những hiện tượng như Fata Morgana hay ảo ảnh.
Nghịch nhiệt cũng có thể phóng đại "tia chớp lục"—một hiện tượng diễn ra vào bình minh hay hoàng hơn, thường thấy được trong vài giây, trong đó ánh sáng xanh của mặt trời bị tách ra do tán sắc. Bước sóng ngắn bị khúc xạ nhiều nhất, do đó ánh sáng đầu tiên hoặc cuối cùng của viền trên của mặt trời là dễ thấy nhất.

### Bức xạ điện từ (radio và ti vi)
Sóng vô tuyến với tần số rất cao có thể bị khúc xạ bởi nghịch nhiệt, khiến cho đài FM hay ti vi VHF băng tần thấp có thể được nghe hoặc xem từ khoảng cách xa trong những đêm nhiều sương. Tín hiệu thông thường sẽ bị khúc xạ lên trên và ra xa khỏi ăngten trên mặt đất, nhưng khi có nghịch nhiệt sẽ bị khúc xạ xuống mặt đất do dải phân cách nghịch nhiệt.

### Âm thanh
Khi một lớp nghịch nhiệt xuất hiện, nếu có âm thanh hay vụ nổ gần mặt đất, sóng âm bị khúc xạ bởi gradien nhiệt độ và trở về mặt đất, khiến cho âm thanh đi xa tốt hơn bình thường. Điều này có thể được quan sát ở các khu vực quanh sân bay, khi âm thanh của máy bay cất cánh và hạ cánh thường được nghe từ xa rõ hơn lúc bình minh hơn những lúc khác. Giông do nghịch nhiệt gây ra cũng có sấm lớn hơn và đi xa hơn so với sấm xuất hiện trong những cơn giông thông thường dưới những điều kiện bình thường.

### Sóng xung kích
Sóng xung kích từ một vụ nổ có thể bị khúc xạ lại bởi một lớp nghịch nhiệt giống như sóng âm và có thể gây thêm thiệt hại khi quay lại mặt đất. Hiện tượng này làm ba người chết trong vụ thử nghiệm vũ khí hạt nhân RDS-37  của Liên Xô khi một tòa nhà sụp đổ.